# Le Dilemme de Marc Sangnier
Essai sur la politique religieuse
Le Dilemme de Marc Sangnier est un ouvrage de Charles Maurras publié en 1906.
Il s'agit d'une publication des échanges entre le maître de l'Action française et celui du Sillon. Maurras reprend méthodiquement les arguments de Marc Sangnier et y parle de l'Église catholique avec la plus vive admiration, met en avant ses grandes ressources, affirme l'aimer de toute son âme mais demeure incroyant.

## Contexte
En 1904, Maurras, regarda avec sympathie la création par trois anciens du collège Stanislas à Paris, dont Marc Sangnier, du mouvement du Sillon afin de former des groupes pour faire rayonner les forces morales et sociales du catholicisme. Un rapprochement entre le Sillon et l'Action française eut alors lieu : pour Firmin Braconnier, les deux organisations ont le même but : le perfectionnement moral, intellectuel et social de la personnalité humaine rejetées ensemble par la gauche. Mais en dépit d'échanges de haut niveau et au début fort aimables, les deux hommes ne s'entendirent pas, Marc Sangnier voulant opposer le positivisme et le christianisme social, ce que Maurras perçut comme un faux dilemme. L'essentiel de ses échanges entre les deux hommes fut publié dans Le Dilemme de Marc Sangnier.
Si Charles Maurras et Marc Sangnier cherchèrent à surmonter leurs différends par une correspondance de haut niveau entre les deux hommes, la tentative échoua. Les partisans du Sangnier verront dans la condamnation de leur mouvement par le Pape Pie X, qui accusait le Sillon de « convoyer la Révolution l'œil fixé sur une chimère », le résultat de l'influence de théologiens proches de l'Action française. À leur tour les maurrassiens prétendront que les hommes du Sillon se vengèrent en cherchant à faire condamner l'Action française.

## Contenu

### Christianisme social et positivisme
Pour Charles Maurras, il n'y a pas contradiction entre christianisme social et positivisme.
- Retrouver les lois naturelles par l'observation des faits et par l'expérience historique ne saurait contredire les justifications métaphysiques qui en constituent pour les chrétiens le vrai fondement ; car le positivisme, pour l'Action française, n'était nullement une doctrine d'explication mais seulement une méthode de constatation ; c'est en constatant que la monarchie héréditaire était le régime le plus conforme aux conditions naturelles, historiques, géographiques, psychologiques de la France que Maurras était devenu monarchiste : « Les lois naturelles existent, écrivait-il ; un croyant doit donc considérer l'oubli de ces lois comme une négligence impie. Il les respecte d'autant plus qu'il les nomme l'ouvrage d'une Providence et d'une bonté éternelles. »
- Le christianisme social se retrouve davantage dans l'Action française que dans le Sillon : s'il y a de nombreux chrétiens sociaux dans les rangs de l'Action française, c'est précisément car les chrétiens sociaux ont toujours préconisé « l'organisation d'institutions permanentes, capables de secourir la faiblesse des hommes » ; or, pour Maurras, Marc Sangnier croyait qu'il fallait d'abord donner à l'individu une âme de saint avant de vouloir modifier les institutions. Dans cette optique Marc Sangnier est « le continuateur du préjugé individualiste » qui avait engendré la question sociale et contre lequel les catholiques sociaux, de Villeneuve-Bargemont à Albert de Mun et à René de La Tour du Pin avaient réagi.

### Démocratie chrétienne et utopie

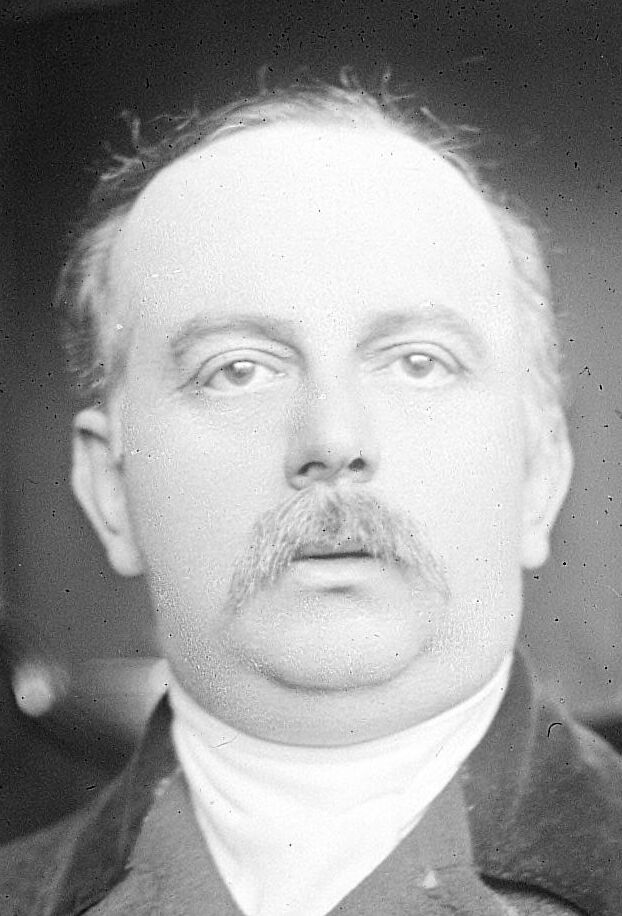
Marc Sangnier (1873-1950), est un journaliste et homme politique français. Il est le créateur du Sillon et un des promoteurs de la démocratie chrétienne.

Le fondateur du Sillon s'expliqua sur sa conception de la démocratie, régime qui doit « porter au maximum la conscience et la responsabilité de chacun ». Il se défendait d'avoir voulu se fonder sur une unanimité de saints, une minorité lui suffisait : « Les forces sociales sont en général orientées vers des intérêts particuliers, dès lors, nécessairement contradictoires et tendant à se neutraliser [...] Il suffit donc que quelques forces affranchies du déterminisme brutal de l'intérêt particulier soient orientées vers l'intérêt général pour que la résultante de ces forces, bien que numériquement inférieure à la somme de toutes les autres forces, soit pourtant supérieure à leur résultat mécanique. » Et quel sera le centre d'attraction ? « Le Christ est pour nous cette force, la seule que nous sachions victorieusement capable d'identifier l'intérêt général et l'intérêt particulier. » Et d'expliquer : « plus il y aura de citoyens conscients et responsables, mieux sera réalisé l'idéal démocratique. » Cet optimisme suscita les objections renouvelées de Charles Maurras, pour qui :
- Rêver, en oubliant le péché originel, d'un État dont le fondement serait la vertu est irréaliste. Si la vertu est belle et si la chrétienté a suscité de grands élans d'héroïsme et de sainteté, ce fut dans le respect de la « vénérable sagesse de l'Église », laquelle, sachant que la seule prédication du bien ne saurait suffire à transformer une société, a toujours voulu multiplier, pour encadrer l'individu, les habitudes, les institutions, les communautés qui le portaient à surmonter ses penchants égoïstes. Et Pour Maurras, s'il faut des élites morales, il faut aussi des chefs capables, eux, par la place qu'ils occupent, de savoir exactement en quoi consiste l'intérêt général car sinon les efforts de l'élite de saints risquent d'être vains.
- « Être sublime à jet continu, héroïque à perpétuité, tendre et bander son cœur sans repos et dans la multitude des ouvrages inférieurs qui, tout en exigeant de la conscience et du désintéressement veulent surtout la clairvoyance, l'habileté, la compétence, la grande habitude technique, s'interdire tous les mobiles naturels et s'imposer d'être toujours surnaturel, nous savons que cela n'est pas au pouvoir des meilleurs ». Charles Maurras voit dans la démocratie de Marc Sangnier une autre forme de celle de Jean-Jacques Rousseau, qui pensait que le perfectionnement moral par l'accroissement de la liberté individuelle rendrait les hommes de plus en plus aptes au seul régime démocratique : « Si la république réclame beaucoup de vertu de la part des républicains, cela tient à ce qu'elle est un gouvernement faible et grossier [...] et que sa pauvreté naturelle ne saurait être compensée que par la bonté des individus. »

## Réception
L'ouvrage eut un retentissement immense au sein du catholicisme français. Pour le père Pedro Descoqs, « amis et adversaires ne pouvaient manquer d'être frappés par la puissance de sa dialectique, la netteté de ses idées, l'accent de conviction profonde, voire la perfection de la langue qui marquaient sans conteste possible cette œuvre nouvelle de M. Maurras. » Le père Descoqs, dans son ouvrage À travers l’œuvre de M. Maurras, entre loyalement dans les artères principales de la pensée de Charles Maurras, analyse ses convergences ou divergences avec la doctrine catholique la plus générale. Cette synthèse est parfois considérée comme la meilleure qui soit consacrée au Dilemme de Marc Sangnier.